# Campeonato Sudamericano de Atletismo Sub-20
El Campeonato Sudamericano de Atletismo Sub-20 es un evento bienal de atletismo, abierto para menores de 20 años, organizado por la Confederación Sudamericana de Atletismo, (CONSUDATLE), la Federación Continental para el área de América del Sur de la IAAF
La primera edición fue en Buenos Aires en 1959. Fue un evento anual desde su inauguración hasta 1962, desde el cual comenzó a disputarse cada dos años. El campeonato volvió a ser anual entre 1983 y 2003, y de nuevo volvió a su frecuencia bianual desde entonces.

## Premios
Las medallas son entregadas tanto a miembros individuales como a los equipos de relevo para los tres primeros lugares de cada evento.
Los trofeos son premiados para los equipos de cada categoría (masculino y femenino) con el más alto número de puntos acumulados en toda la competencia. En adición, un trofeo es entregado al país por el título general.
Un trofeo es también entregado para el atleta (masculino y femenino) con el mejor rendimiento.

## Ediciones
|    | Año  | Ciudad                    | País                       | Fecha                       | Sede                                                 |
| -- | ---- | ------------------------- | -------------------------- | --------------------------- | ---------------------------------------------------- |
| 1  | 1959 | Buenos Aires              | Argentina                  | 18-19 de abril              |                                                      |
| 2  | 1960 | Santiago                  | Chile                      | April 30-May 1              |                                                      |
| 3  | 1961 | Santa Fe                  | Argentina                  | October 15-16               | Centro de Alto Rendimiento Deportivo Pedro Candioti  |
| 4  | 1962 | Lima                      | Perú                       | September 21-24             |                                                      |
| 5  | 1964 | Santiago                  | Chile                      | September 24-27             |                                                      |
| 6  | 1966 | Montevideo                | Uruguay                    | October 9-14                |                                                      |
| 7  | 1968 | São Paulo                 | Brasil                     | September 8-14              | Estadio Atlético de São Bernardo do Campo            |
| 8  | 1970 | Cali                      | Colombia                   | October 9-12                | Estadio Olímpico Pascual Guerrero                    |
| 9  | 1972 | Asunción                  | Paraguay                   | October 21-25               |                                                      |
| 10 | 1974 | Lima                      | Perú                       | October 9-13                | Estadio Nacional                                     |
| 11 | 1976 | Maracaibo                 | Venezuela                  | October 13-17               |                                                      |
| 12 | 1978 | São Paulo                 | Brasil                     | December 15-17              |                                                      |
| 13 | 1980 | Santiago                  | Chile                      | October 23-26               |                                                      |
| 14 | 1981 | Río de Janeiro            | Brasil                     | October 15-18               |                                                      |
| 15 | 1983 | Medellín                  | Colombia                   | June 9–12                   |                                                      |
| 16 | 1984 | Caracas                   | Venezuela                  | October 4-7                 |                                                      |
| 17 | 1985 | Santa Fe                  | Argentina                  | November 21-24              | Centro de Alto Rendimiento Deportivo Pedro Candioti  |
| 18 | 1986 | Quito                     | Ecuador                    | September 13-16             | Estadio Los Chasquis                                 |
| 19 | 1987 | Santiago                  | Chile                      | September 24-27             |                                                      |
| 20 | 1988 | Cubatão                   | Brasil                     | June 30-July 3              |                                                      |
| 21 | 1989 | Montevideo                | Uruguay                    | June 16-19                  |                                                      |
| 22 | 1990 | Bogotá                    | Colombia                   | July 13-15                  | Estadio El Campín                                    |
| 23 | 1991 | Asunción                  | Paraguay                   | June 21-23                  |                                                      |
| 24 | 1992 | Lima                      | Perú                       | August 21-23                |                                                      |
| 25 | 1993 | Puerto La Cruz            | Venezuela                  | June 18-20                  |                                                      |
| 26 | 1994 | Santa Fe                  | Argentina                  | September 1-4               | Centro de Alto Rendimiento Deportivo Pedro Candioti  |
| 27 | 1995 | Santiago                  | Chile                      | September 5-7               |                                                      |
| 28 | 1996 | Bucaramanga               | Colombia                   | June 8-10                   |                                                      |
| 29 | 1997 | San Carlos                | Uruguay                    | June 20-21                  |                                                      |
| 30 | 1998 | Córdoba                   | Argentina                  | May 16-17                   |                                                      |
| 31 | 1999 | Concepción                | Chile                      | October 22-23               |                                                      |
| 32 | 2000 | São Leopoldo              | Brasil                     | October 7-8                 | University of Unisinos Track club                    |
| 33 | 2001 | Santa Fe                  | Argentina                  | October 11-20               | Centro de Alto Rendimiento Deportivo Pedro Candioti  |
| 34 | 2002 | Belém                     | Brasil                     | August 1-3                  | Estádio Olímpico do Pará                             |
| 35 | 2003 | Guayaquil                 | Ecuador                    | June 7-8                    | Estadio Modelo                                       |
| 36 | 2005 | Rosario                   | Argentina                  | October 1-2                 | Estadio Municipal Jorge Newbery                      |
| 37 | 2007 | São Paulo*                | Brasil                     | June 30-July 1 July 6-8     | Estádio Ícaro de Castro Melo                         |
| 38 | 2009 | São Paulo Port of Spain** | Brasil · Trinidad y Tobago | July 25-26 July 31-August 2 | Estádio Ícaro de Castro Melo Hasely Crawford Stadium |
| 39 | 2011 | Medellín                  | Colombia                   | September 23–25             | Estadio Alfonso Galvis Duque                         |
| 40 | 2013 | Resistencia               | Argentina                  | October 18–20               | Polideportivo Jaime Zapata                           |
| 41 | 2015 | Cuenca                    | Ecuador                    | May 29-31                   | Pista Atlética Jefferson Perez                       |
| 42 | 2017 | Leonora                   | Guyana                     | 3-4 de junio                | Centro Nacional de Pista y Campo                     |
| 43 | 2019 | Cali                      | Colombia                   | 15-16 de junio              |                                                      |

* = The Champions for men’s 10,000m, both Race Walking and Combined Events were extracted from the classification of the 2007 Pan American Junior Championships.

** = The Champions for men’s 10,000m, both Race Walking and Combined Events were extracted from the classification of the 2009 Pan American Junior Championships.

## Medallero (1959-2015)
| Núm.  | País      | Oro  | Plata | Bronce | Total |
| ----- | --------- | ---- | ----- | ------ | ----- |
| 1     | Brasil    | 669  | 510   | 412    | 1591  |
| 2     | Argentina | 241  | 236   | 269    | 746   |
| 3     | Chile     | 159  | 196   | 253    | 608   |
| 4     | Colombia  | 121  | 160   | 138    | 419   |
| 5     | Venezuela | 106  | 164   | 132    | 402   |
| 6     | Ecuador   | 70   | 58    | 78     | 206   |
| 7     | Perú      | 49   | 81    | 90     | 217   |
| 8     | Uruguay   | 16   | 25    | 41     | 82    |
| 9     | Paraguay  | 10   | 12    | 16     | 38    |
| 10    | Panamá    | 8    | 5     | 8      | 21    |
| 12    | Bolivia   | 3    | 7     | 8      | 18    |
| 11    | Guyana    | 3    | 1     | 4      | 8     |
| Total | Total     | 1455 | 1455  | 1449   | 4359  |